# Coleocentrus caligatus
Coleocentrus caligatus är en stekelart som beskrevs av Johann Ludwig Christian Gravenhorst 1829. Coleocentrus caligatus ingår i släktet Coleocentrus och familjen brokparasitsteklar. Enligt den finländska rödlistan är arten sårbar i Finland. Arten är reproducerande i Sverige. Artens livsmiljö är naturmoskogar. Inga underarter finns listade i Catalogue of Life.